# Ugo Ojetti
Ugo Ojetti (Roma, 15 luglio 1871 – Fiesole, 1º gennaio 1946) è stato uno scrittore, critico d'arte, giornalista e aforista italiano.

## Biografia

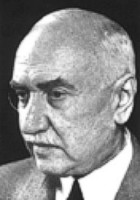
Ugo Ojetti in età matura.

Figlio della spoletina Veronica Carosi e del noto architetto Raffaello Ojetti, personalità di vastissima cultura, conseguì la laurea in giurisprudenza e, insieme, esordì come poeta (Paesaggi, 1892). Benché attratto dalla carriera diplomatica, si realizzò professionalmente nel giornalismo politico. Nel 1894 strinse rapporti con il quotidiano nazionalista La Tribuna, per il quale scrisse i suoi primi servizi da inviato estero, dall'Egitto.

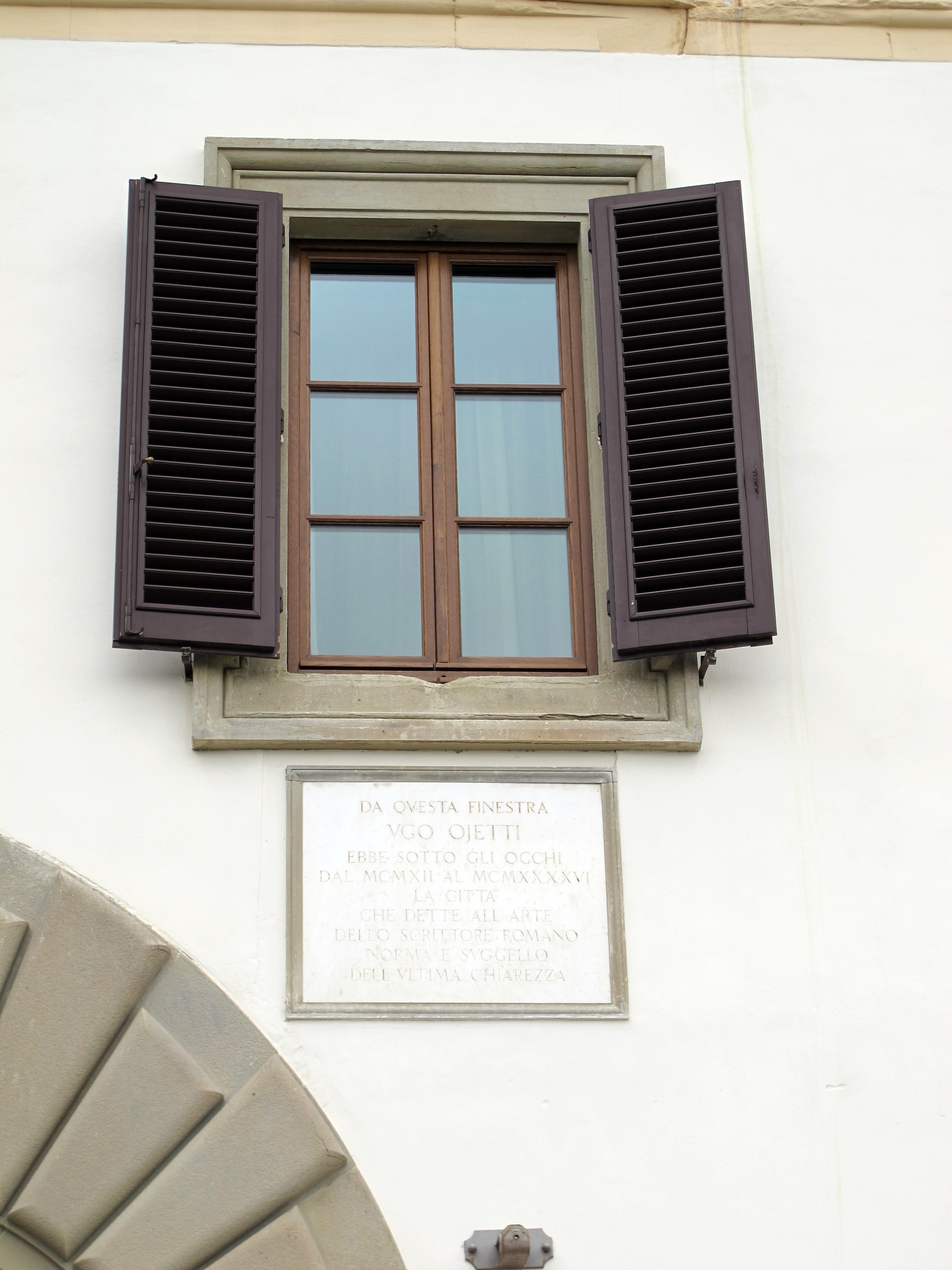
La finestra di Ojetti a villa Il Salviatino con una targa che lo ricorda

Nel 1895 diventò immediatamente famoso con il suo primo libro, Alla scoperta dei letterati, serie di ritratti di scrittori celebri dell'epoca redatti in forma di interviste, genere all'epoca ancora in stato embrionale. Scritto con uno stile posto fra la critica ed il reportage, il testo fu considerato, e come tale fa ancora discutere, un momento di analisi profonda del movimento letterario dell'epoca. L'anno seguente Ojetti tenne a Venezia la conferenza “L'avvenire della letteratura in Italia”, che suscitò un vasto numero di commenti in tutto il Paese.
I suoi articoli diventarono molto richiesti: scrisse per Il Marzocco (1896-1899), Il Giornale di Roma, Fanfulla della domenica e La Stampa. La critica d'arte occupò la maggior parte della sua produzione. Nel 1898 iniziò la  collaborazione con il Corriere della Sera, che si protrasse fino alla morte.
Tra il 1901 e il 1902 fu inviato a Parigi per il Giornale d'Italia; dal 1904 al 1909 collaborò a L'Illustrazione Italiana: tenne una rubrica intitolata “Accanto alla vita”, che poi rinominò “I capricci del conte Ottavio” ("conte Ottavio" era lo pseudonimo con cui firmava i suoi pezzi sul settimanale).
Nel 1905 si sposò con Fernanda Gobba e prese domicilio a Firenze; dal matrimonio tre anni dopo nacque la figlia Paola. Dal 1914 abiterà stabilmente nella vicina Fiesole. Trovò invece nella villa paterna di Santa Marinella (Roma), soprannominata “Il Dado”, il luogo ideale in cui riposarsi, trascorrere le sue vacanze e scrivere le sue opere.
Partecipò come volontario alla prima guerra mondiale. All'inizio della guerra ricevette l'incarico specifico di proteggere dai bombardamenti aerei le opere d'arte di Venezia. Nel marzo 1918 fu nominato "Regio Commissario per la propaganda sul nemico". Fu incaricato di scrivere il testo del volantino, stampato in 350 000 copie in italiano e in tedesco, che fu lanciato il 9 agosto, dai cieli di Vienna dalla squadriglia comandata da Gabriele D'Annunzio.
Nel 1920 fondò la sua rivista d'arte, Dedalo (Milano, 1920-1933), dove si occupò di storia dell'arte antica e moderna. Dall'impostazione della rivista dimostrò una sensibilità e un modo di accostarsi all'arte e di divulgarla diversi dai canoni del tempo. La rivista diventò subito occasione d'incontro tra critici, intellettuali, artisti come Bernard Berenson, Matteo Marangoni, Piero Jahier, Antonio Maraini, Ranuccio Bianchi Bandinelli, Pietro Toesca, Lionello Venturi e Roberto Longhi. L'idea di base della rivista  era che l'opera d'arte avesse valore di testimonianza visibile della storia e delle civiltà più di ogni altra fonte. Nel 1921 avviò una rubrica sul Corriere utilizzando lo pseudonimo "Tantalo": tenne la rubrica ininterrottamente fino al 1939.
Sul finire del decennio inaugurò una nuova rivista, Pegaso (Firenze, 1929-1933). Lanciò poi la rivista letteraria Pan, fondata sulle ceneri della precedente esperienza fiorentina. Tra il 1925 e il 1926 collaborò anche a La Fiera Letteraria. 

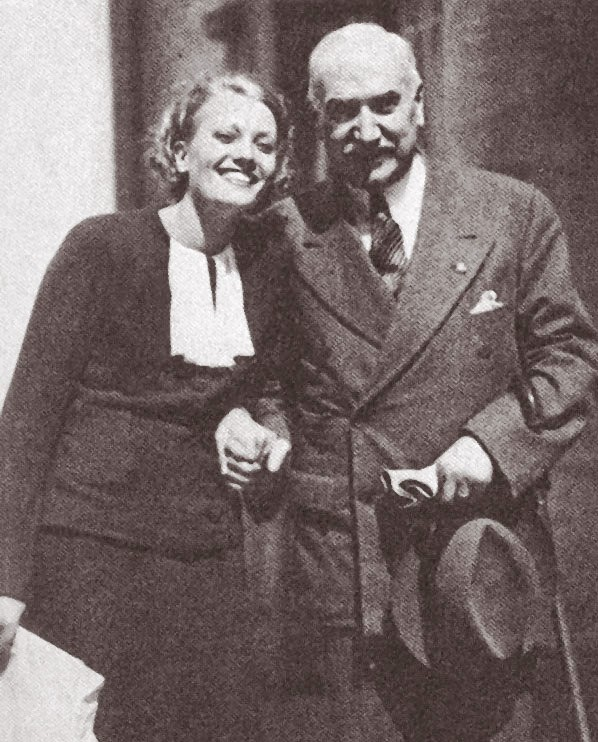
Ojetti con Isa Miranda (1937)

Verso la fine del 1925 il «Corriere della Sera» fu allineato al regime fascista: ne venne estromesso il direttore e comproprietario Luigi Albertini; a sostituirlo fu nominato Ojetti in quanto filofascista. Fu infatti tra i firmatari del Manifesto degli intellettuali fascisti nel 1925 e fu nominato Accademico d'Italia nel 1930. 
Profondo conoscitore ed appassionato studioso d'arte, Ugo Ojetti pubblicò sull'argomento diversi importanti libri e divenne noto anche per la sua collezione, andata smembrata alla fine della seconda guerra mondiale. Fece parte fino al 1933 del consiglio d'amministrazione dell'Enciclopedia Italiana. Ojetti organizzò numerose mostre d'arte e diede vita ad importanti iniziative editoriali, come Le più belle pagine degli scrittori italiani scelte da scrittori viventi  per l'editrice Treves e I Classici italiani per la Rizzoli. Sul significato dell'architettura nelle arti ebbe a dire:
(L'architettura (Commenti), in Dedalo, 6.1925/26, p. 412.)
Collaborò anche con il cinema: nel 1939 firmò l'adattamento per la prima edizione sonora de I promessi sposi, che costituì la base della sceneggiatura per il film del 1941 di Mario Camerini.
Aderì alla Repubblica Sociale Italiana; dopo la liberazione di Roma, nel 1944, fu radiato dall'Ordine dei giornalisti. Passò gli ultimi anni nella sua villa Il Salviatino, a Fiesole, dove morì nel 1946.
Antonio Gramsci scrisse che « la codardia intellettuale dell'uomo supera ogni misura normale ». Indro Montanelli lo ricordò sul Corriere della Sera: « È un dimenticato, Ojetti, come in questo Paese lo sono quasi tutti coloro che valgono. Se io dirigessi una scuola di giornalismo, renderei obbligatori per i miei allievi i testi di tre Maestri: Barzini, per il grande reportage; Mussolini (non trasalire!), quello dell'Avanti! e del primo Popolo d'Italia, per l'editoriale politico; e Ojetti, per il ritratto e l'articolo di arte e di cultura ».

## Opere

### Letteratura
- Paesaggi (1892)
- Alla scoperta dei letterati: colloquii con Carducci, Panzacchi, Fogazzaro, Lioy, Verga (Milano, 1895); ristampa xerografica, a cura di Pietro Pancrazi, Firenze, Le Monnier, 1967.
- Scrittori che si confessano (1926),
- Ad Atene per Ugo Foscolo. Discorso pronunciato ad Atene per il centenario della morte, Milano, Fratelli Treves Editori, 1928.
- D'Annunzio. Amico · Maestro · Soldato, Firenze, Sansoni, 1957.

### Storia e critica d'arte
- L'esposizione di Milano (1906),
- Ritratti d'artisti italiani (in due volumi, 1911 e 1923),
- Il martirio dei monumenti, 1918
- I nani tra le colonne, Milano, Fratelli Treves Editori, 1920
- Raffaello e altre leggi (1921),
- La pittura italiana del Seicento e del Settecento (1924),
- Il ritratto italiano dal 1500 al 1800 (1927),
- Tintoretto, Canova, Fattori (1928),
- Atlante di storia dell'arte italiana, con Luigi Dami (due volumi, 1925 e 1934),
- Paolo Veronese, Milano, Fratelli Treves Editori, 1928,
- La pittura italiana dell'Ottocento (1929),
- Bello e brutto, Milano, Treves, 1930
- Ottocento, Novecento e via dicendo (Mondadori, 1936),
- Più vivi dei vivi (Mondadori, 1938).
- In Italia, l'arte ha da essere italiana?, Milano, Mondadori, 1942.

### Romanzi
- L'onesta viltà (Roma, 1897),
- Il vecchio, Milano, 1898
- Il gioco dell'amore, Milano, 1899
- Le vie del peccato (Baldini e Castoldi, Milano, 1902),
- Il cavallo di Troia, 1904
- Mimì e la gloria (Treves, 1908),
- Mio figlio ferroviere (Treves, 1922).

### Racconti
- Senza Dio, 1894
- Mimì e la gloria, 1908
- Donne, uomini e burattini, Milano, Treves, 1912
- L'amore e suo figlio, Milano, Treves, 1913

### Teatro
- Un Garofano (1902)
- U. Ojetti-Renato Simoni, Il matrimonio di Casanova: commedia in quattro atti (1910)

### Reportage
- L'America vittoriosa (Treves, 1899),
- L'Albania (Treves, 1902); nuova edizione, con cartina originale "La Grande Albania", in Ugo Ojetti, Olimpia Gargano (a cura di), L'Albania, Milano, Ledizioni, 2017.
- L'America e l'avvenire (1905).

### Raccolte di articoli
- Articoli scritti fra il 1904 e il 1908 per L'Illustrazione Italiana: I capricci del conte Ottavio (due voll., usciti rispettivamente nel 1908 e nel 1910)
- Articoli per il Corriere della Sera: Cose viste (7 voll.: I. 1921-1927; II. 1928-1943). L'opera è stata anche tradotta in lingua inglese.

### Memorie e taccuini
- Confidenze di pazzi e savi sui tempi che corrono, Milano, Treves, 1921.
- Vita vissuta, a cura di Arturo Stanghellini, Milano, Mondadori, 1942.
- I Taccuini 1914-1943, a cura di Fernanda e Paola Ojetti, Firenze, Sansoni, 1954.  [edizione censurata, con molti passi espunti]
- Ricordi di un ragazzo romano. Note di un viaggio fra la vita e la morte, Milano, 1958.
- I taccuini (1914-1943), a cura di Luigi Mascheroni, prefazione di Bruno Pischedda, Torino, Aragno, 2019, ISBN 978-88-841-9989-8.

### Aforismi
Ojetti è celebre anche per i suoi aforismi, massime e pensieri, molti dei quali sono raccolti nei 352 paragrafi di Sessanta, volumetto scritto dall'autore nel 1931 per i suoi sessant'anni e pubblicato nel 1937 da Mondadori.

### Lettere
- Venti lettere, Milano, Treves, 1931.
- Lettere alla moglie (1915-1919), a cura di Fernanda Ojetti, Firenze, Sansoni, 1964.

## Intitolazioni
- Gli è stata intitolata una strada a Roma.

## Fondo Ojetti
In oltre cinquant'anni di attività, tra la fine del XIX secolo e la prima metà del XX, Ugo Ojetti ha intrattenuto relazioni con figure che spaziano dal mondo dell’arte a quello del teatro, dalla politica alla letteratura, dall’architettura alla musica. L'epistolario, composto da migliaia di documenti autografi e da corrispondenze, costituisce una vera miniera d'informazioni per la ricerca e la ricostruzione della storia italiana di questo periodo. Le innumerevoli figure con le quali Ojetti ha tenuto una corrispondenza personale, o di cui ha raccolto materiali autografi, appartengono ad ambienti così vari da aprire altrettanti filoni di indagine, costituendo uno spaccato della vita culturale italiana dell'epoca. Il Fondo Ojetti è conservato presso l'archivio della Galleria Nazionale d'Arte Moderna di Roma.
Presso il Gabinetto Disegni e Stampe della Galleria degli Uffizi si è tenuta una mostra dedicata alle fotografie scattate per la rivista «Dedalo» e che costituiscono un ulteriore, importante Fondo Ojetti.